# 帕尔奈
帕尔奈（法語：Parnay，法語發音：[paʁnɛ] ⓘ）是法国曼恩-卢瓦尔省的一个市镇，属于索米尔区。

## 地理
帕尔奈（47°13'52"N, 0°0'30"E）面积6.54 平方千米，位于法国卢瓦尔河地区大区曼恩-卢瓦尔省，该省份为法国西部内陆省份，大致对应安茹地区，北起顺时针与马耶讷省、萨尔特省、安德尔-卢瓦尔省、维埃纳省、德塞夫勒省、旺代省、大西洋卢瓦尔省和伊勒-维莱讷省接壤。
与帕尔奈接壤的市镇（或旧市镇、城区）包括：苏宰-尚皮尼、蒂尔康、卢瓦尔河畔瓦雷讷。

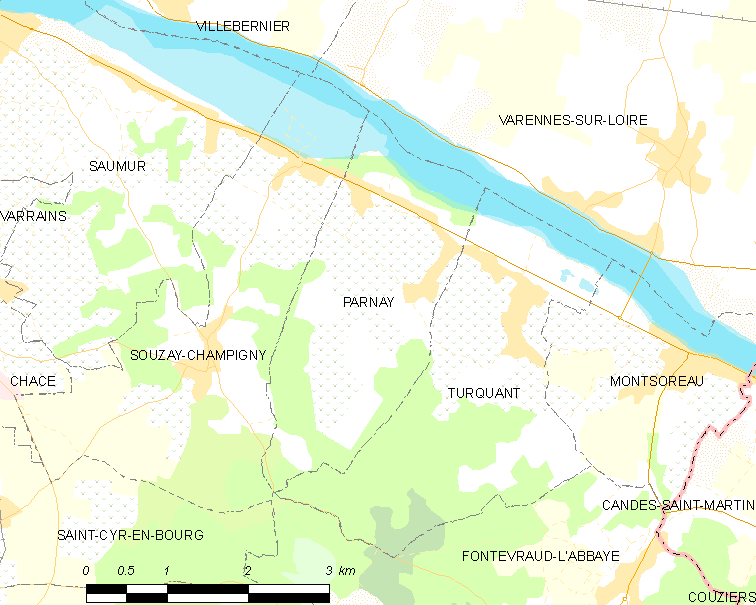
帕尔奈的OSM定位图

帕尔奈的时区为UTC+01:00、UTC+02:00（夏令时）。

## 行政
帕尔奈的邮政编码为49730，INSEE市镇编码为49235。

## 政治
帕尔奈所属的省级选区为索米尔县。

## 人口

1962-2008年间帕尔奈人口变化图示

帕尔奈于2022年1月1日时的人口数量为377人。